# Le Repas de Bébé
Le Repas de Bébé (Barnet äter frukost) är en fransk kort dokumentärfilm från 1895, regisserad och producerad av Louis Lumière. 
I den svartvita stumfilmen medverkar Auguste Lumière, Marguerite Lumière och deras dotter Andrée Lumière. 
Den minutlånga filmen skildrar familjen när de sitter och äter frukost. Medan fadern matar barnet med en sked häller modern upp kaffe i en kopp. Barnet får ett kex i handen samtidigt som föräldrarna tittar på, men lägger därefter det ifrån sig och får mat med sked igen.

## Produktion
Le Repas de Bébé är filmad i en tagning med en kinematograf. Likt andra filmer av Lumière användes 35 mm film och bildformatet 1.33:1.  

## Om filmen
Filmen var en del av den första kommersiella visningen av Lumières kinematograf, på Salon Indien i Paris den 28 december 1895.